# Citroën AX
La Citroën AX est une voiture citadine produite par le constructeur automobile français Citroën de 1986 à 1998. Remplaçante des LN/LNA, Axel et Visa, elle est produite à 2 561 432 exemplaires.
Saluée pour sa robustesse et sa faible consommation de carburant, elle remporte la deuxième place du trophée européen de la voiture de l'année en 1988. Elle est également produite sous licence en Malaisie par le constructeur automobile Proton, de 1996 à 2000, et commercialisée sous le nom de Tiara. À partir de 1996, elle est progressivement remplacée par la Saxo.

## Historique

### Présentation, lancement et améliorations
La Citroën AX est présentée au Salon de Paris de 1986. Elle est la version finale du programme ZA -devenu COZA de 1980 à 1982 après l'introduction puis le retrait d'une étude menée par Talbot et du prototype S9, né en janvier 1981 dans le cadre d'un plan national d'économie impulsé par le gouvernement français en réponse à la seconde crise pétrolière de 1979. Dans un premier temps, un prototype mono-corps est envisagé mais les réactions mitigées du public lors de la présentation  d'un concept-car dérivé de l'Eco 2000 conduisent à privilégier un style plus conventionnel : 55 % des personnes questionnées étaient hostiles au concept même de petit mono-corps.
C'est une petite voiture à 5 places légère et aérodynamique - Cx de 0,31, à l'époque un record dans la catégorie, qui a été conçue dans le but d'être facile à vivre, économique et peu coûteuse à la production et à l'entretien. Le constructeur français mise beaucoup sur sa nouvelle citadine pour remplacer progressivement certains modèles vieillissants de la marque dont la Citroën Visa et la Citroën Axel, cette dernière étant déjà vouée à disparaître deux ans seulement après sa sortie tant l'échec est catégorique et irrémédiable.
- Plusieurs solutions appliquées à la création du véhicule SL 30 de 1984 ont été utilisées pour cette voiture devant être capable de consommer 3 litres aux 100 km à 90 km/h de moyenne et étant l'aboutissement du programme ECO 2000. Ces solutions portent entre autres sur l'allègement de la voiture et l'optimisation des moteurs.
- En parallèle de la présentation de sa nouvelle citadine, Citroën expose à Paris un petit roadster rouge dérivé de l'AX, la Xanthia. Ce concept-car aux hautes avancées technologiques[4] ne sera jamais commercialisé.
- Imaginé par le publicitaire Jacques Séguéla, le premier spot de publicité de l'AX la montre lors d'une traversée de la muraille de Chine accompagnée du slogan « Révolutionnaire »[5].

Contrairement à l'Axel en 1984, l'AX est bien acceptée par le public et représente un progrès peu contesté par rapport à la LNA et à la Visa. En revanche les critiques sont moins élogieuses vis-à-vis des adeptes de la 2CV du fait d'un prix d'achat sensiblement supérieur, ajusté aux tendances du marché. Cette dernière est néanmoins définitivement condamnée en septembre 1987 lorsque Citroën sort la version 5 portes de l'AX, car dépassée depuis longtemps à cause des normes anti-pollution, de ses performances modestes et de sa très faible résistance au crash test. En juillet 1990, les dernières productions de la 2CV au Portugal dans l'usine de Mangualde cessent et la mythique Citroën cède sa place à l'AX.

### Phase 1
L'AX sort en version 3 portes avec 3 « moteurs TU » essence inédits, le TU9 de 45ch - 4 chevaux fiscaux, le TU1 de 55ch - 4 chevaux fiscaux et le TU3 de 65 ch - 5 chevaux fiscaux. Citroën élargit progressivement la gamme de sa petite berline afin d'accompagner la fin de vie de la 2CV et afin de pouvoir proposer une alternative crédible aux références de la catégorie que sont la 5 (Renault Supercinq), la Peugeot 205, la Ford Fiesta, la Fiat Uno, la Volkswagen Polo ou l'Opel Corsa. En 1988, l'AX prend la deuxième place du trophée européen de la voiture de l'année avec 252 points devant la Honda Prelude (234 points) et derrière la Peugeot 405 (464 points).
En 1987, Citroën décline sa petite berline en deux modèles sportifs que sont l'AX Sport, commercialisée en mars et uniquement disponible en blanc, suivie de l'AX GT en octobre, une alternative moins puissante mais mieux équipée. Ces deux sorties traduisent la volonté du constructeur de perdurer dans le segment des petites voitures de sport, intégré en 1982 avec l'éphémère Visa Chrono puis en 1984 avec la Visa GTI et toujours porté en France par le succès des VW Golf GTI, Peugeot 205 GTI et Renault Supercinq GT Turbo.
Alors que les ventes décollent en septembre 1987 - millésime 88, date de la commercialisation de la carrosserie 5 portes dont les dimensions sont identiques à celles de la version 3 portes, l'AX intègre durablement le paysage automobile français auprès des jeunes conducteurs, comme des personnes âgées, lorsque sort la version 14 Diesel, équipée du nouveau TUD3 ultra-économique, pratiquement deux ans après son lancement. Les ventes de la petite Citroën commencent à talonner celles des 205 et Supercinq.
- Le 15 janvier 1990 est construite la millionième AX, une 14 TRS, sortie des usines d'Aulnay-sous-Bois.

### Phase 2
Sur l'année 1990, la Citroën AX est la 6e voiture la plus vendue en France avec 127 810 exemplaires écoulés, derrière la Peugeot 405. Ses rivales Peugeot 205 et Renault Supercinq occupent respectivement le premier et le troisième rang. La très offensive Renault Clio, sortie cette même année, s'installe directement au 7e rang et fait perdre 38 % de part de marché à la Supercinq et 8 % à l'AX, qui se dirige vers un restylage.

### Évolutions
En juillet 1991 - millésime 92, l'AX est mise à niveau pour ses six ans. Ces versions restylées sont appelées "nouvelle génération" lors du lancement. Les formes s'adoucissent, mises en valeur par de nouvelles teintes, les pare-chocs s'arrondissent, le logo sur le capot est définitivement recentré et les cabochons de clignotants deviennent blancs. Le tableau de bord est entièrement revu et monte en qualité par rapport à celui, notoirement fragile, des « phase 1 ». Deux nouvelles déclinaisons accompagnent ce restylage : 
- L'AX GTI de 100ch - en remplacement de la Sport - qui devient l'une des plus populaires rivales de la Peugeot 205 GTI,
- L'AX 4x4, équipée d'une transmission intégrale et du moteur 1 360 cm3 avec carburateur double corps.

En septembre 1992 - millésime 93, l'ensemble des moteurs abandonnent le carburateur pour l'injection et un catalyseur apparaît sur toutes les versions, conformément à la loi qui l'impose à partir du 1er janvier 1993. La puissance fiscale du moteur 1 360 cm3 essence passe de 5 à 6 CV.
- L'AX Exclusive[10]. est la réponse tardive aux Supercinq Baccara et 205 Gentry sur le segment des citadines de luxe. Sortie en septembre 1992 - millésime 93 en même temps que l'arrivée de l'injection, c'est une AX richement équipée - climatisation, intérieur cuir, freinage ABS, jantes en alliage léger, etc. Le moteur est celui de l'AX GT - 1.4i, 75 ch, avec un look sportif d'AX GTI. L'intérieur cuir et la peinture gris Gabion métallisé attestent de la finition haut de gamme de cette AX qui reste très confidentielle.

Les finitions X, SX et VSX représentent la gamme en juillet 1993 - millésime 94 et remplacent les anciennes appellations, en plus des séries spéciales toujours omniprésentes.
- En novembre 1995 - millésime 96 apparaît l'AX Électrique, disponible en véhicule particulier 4 places mais vendue principalement aux administrations, pour lesquelles elle est proposée en 2 places. Certains véhicules de présérie sont en circulation depuis décembre 1993, notamment à La Rochelle[11].

### Arrêt et succession
Lorsque Citroën présente la Saxo 3 portes en 1996, l'AX a encore quelques beaux jours devant elle. En effet la Saxo, plus chère, souffre en outre d'un accueil un peu réservé de la part du public car elle n'est qu'une copie de la Peugeot 106 3 portes, apparue en 1991. Citroën poursuit donc la production de l'AX - en la gratifiant d'une nouvelle calandre et du volant à trois branches de la Saxo - en attendant la Saxo 5 portes et le succès qui viendra avec. En mai 1997, la production au sein de l'usine de Vigo, en Espagne, prend fin après 812 000 exemplaires produits localement. Le modèle n'est alors plus fabriqué qu'à Mangualde, au Portugal. Après le restylage de la Saxo en 1998, l'apparition de la 206 et de la Clio II, l'AX n'a plus beaucoup d'arguments pour séduire et apparaît subitement dépassée face à la concurrence de cette nouvelle génération de citadines. Début 1998, l'AX 1.0i Spot 3 portes, seul modèle encore disponible, disparaît du tarif du constructeur.
Après une longue et brillante carrière, l'AX n'a néanmoins jamais pu dépasser ses deux éternelles rivales, 205 et Supercinq.

## Les différentes versions

### Finitions

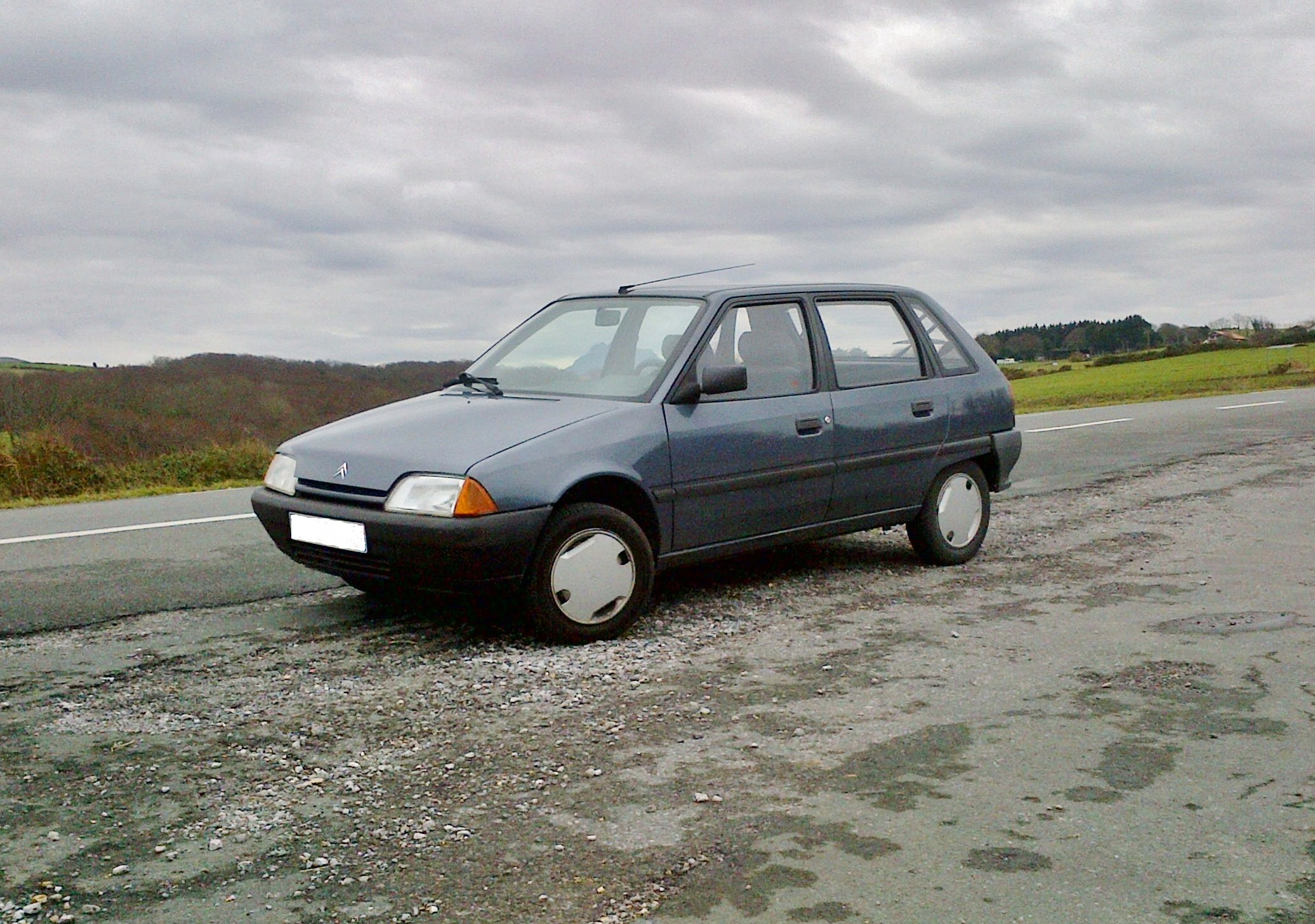
Citroën AX 11 TRS, phase 2.

Les niveaux de finitions sont nombreux et différenciés par des lettres.

#### E
La version « E » représente une entrée de gamme extrêmement simplifiée dans sa présentation et son équipement. La voiture est notamment dépourvue de rétroviseur droit, d'enjoliveurs de roues et d'appuie-tête avant. Positionnée en rivale directe de la Fiat Panda, elle n'a pas de barre stabilisatrice ni à l'avant ni à l'arrière. La lunette arrière dégivrante est en option et le dossier des sièges avant est fixe.

#### RE
La finition « RE » enrichit légèrement la dotation de série de la « E », en proposant notamment les rétroviseurs réglables de l'intérieur.

#### TE
La « TE » est une finition améliorée de la  « RE » qui intègre des appuie-têtes avant et le pré-cablage audio.

#### TRE
La « TRE » est le cœur de gamme. La présentation extérieure est largement améliorée grâce à l'apparition de l'entourage noir des glaces et des baguettes latérales de protection. Dans un habitacle rehaussé par des garnitures de portes plus élaborées, le tableau de bord intègre une montre et un allume-cigare, l'essuie-glace passe à 3 vitesses et les appuie-têtes avant sont de série. Elle ouvre également l'accès à des options telles que les vitres électriques, l'antivol, la banquette rabattable 50/50 et la boîte 5 vitesses que l'on retrouve montée de série sur la version « TRS ». À son lancement, une AX 3 portes 11 TRE est vendue au prix catalogue de 56 000 francs.

#### TRS
La présentation diffère peu de la « TRE », avec l'ajout notamment de la boîte 5 vitesses.

#### TZS
La « TZS » incarne le haut de gamme de l'époque. L'équipement de série y est relativement complet en même temps que diminue la liste d'options qui comporte encore le toit ouvrant, les jantes en alliage léger et les vitres teintées.

#### Sport

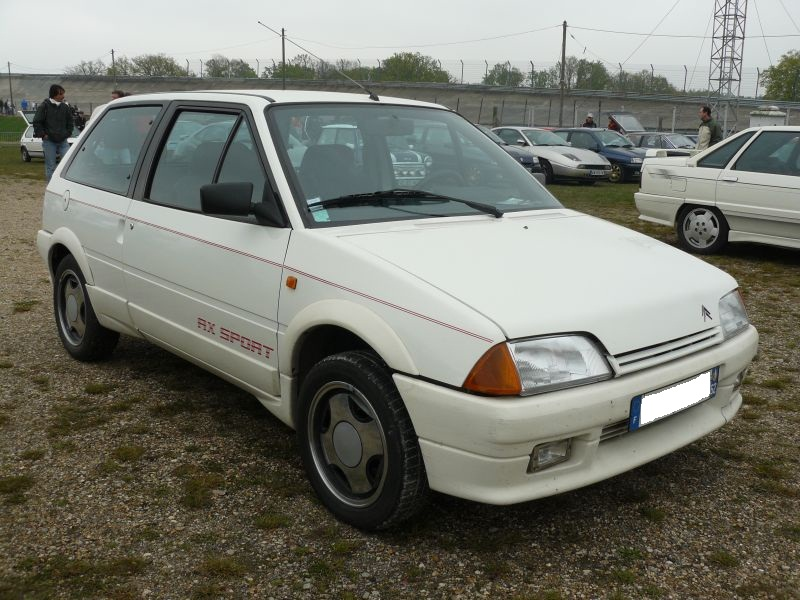
Une Citroën AX Sport.

L'AX Sport, avec le moteur TU de 1 360 cm3 réduit à 1 294 cm3 pour pouvoir participer aux championnats de moins de 1 300 cm3 et alimenté par deux carburateurs double corps Solex puis Weber, développe une puissance de 95 ch DIN grâce au préparateur Danielson, pour un poids plume de 715 kg. Elle est sortie en 2 versions : phase 1 (5 000 exemplaires seulement), puis phase 2 à partir de 1988. Elle est proposée au tarif de 67 700 francs. L'AX Sport à une vitesse maximale annoncée à 186 km/h un 0 à 100 annoncé en 8.8 secondes.
Les principales modifications de cette dernière sont une instrumentation spécifique avec un grand compte-tours, une nouvelle décoration extérieure (aileron, stickers, nouvelles couleurs), de nouvelles roues plus grandes de 14 pouces imposées par les nouveaux disques de 258mm, ce qui entraîne une amélioration sensible du freinage. L'équipement est enrichi d'un rétroviseur à réglage intérieur, de la lunette arrière dégivrante et de l'essuie-glace arrière de série.

#### GT
L'AX GT est l'un des modèles sportifs de la gamme AX. Plus polyvalente que sa sœur la Sport, elle développe une puissance de 85 ch DIN. La GT possède un moteur TU3S de 1 360 cm3 accouplé à un carburateur Solex double corps 32/34 Z2. La vitesse maximale annoncée par Citroën pour l'AX GT est de 180 km/h, le 0 à 100 en 9.3 secondes et le 1000 mètres départ arrêté en 31.2 s. La GT phase 2 carbu de 85 ch existe quelques mois puis passe à 75 ch, avec l'injection et le catalyseur.

#### GTI

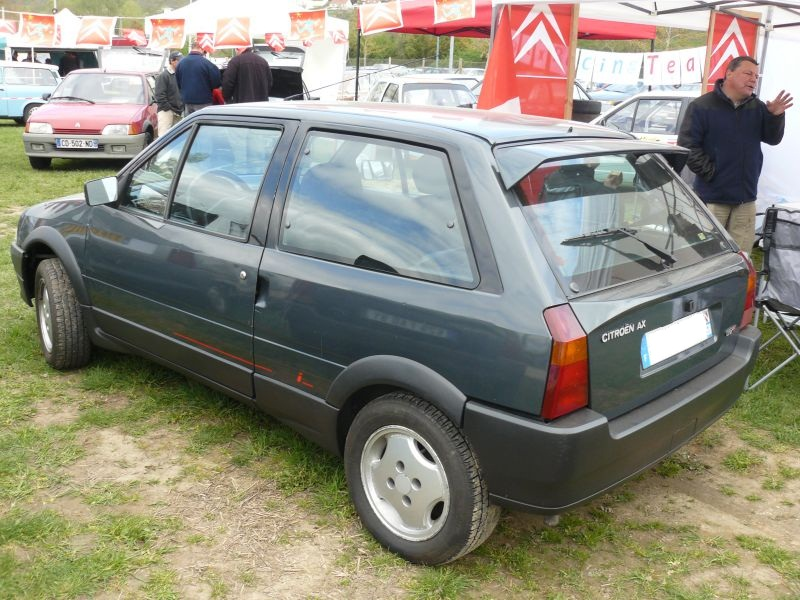
Une Citroën AX GTi de 1991.

La GTI, quant à elle, dispose de l'ABS en option et d'un équipement haut de gamme. Elle développe 100 ch DIN, ramenés à 95 ch en version catalysée (à partir de 1992) sur base d'un 1 360 cm3, le même que sa cousine la Peugeot 106 XSI, équipé d'une injection électronique intégrale Bosch Motronic. La vitesse maximale donnée par Citroën est de 190 km/h, le 0 à 100 en 8.7 s, le 400 mètres DA en 16.5 s et le KM DA en 31 s.
Agile, l'AX a remporté en versions GT, Sport et GTI essentiellement la 1400 Cup du Championnat d'Europe de rallycross à sept reprises, entre 1993 et 2001 et le championnat VLN Langstreckenmeisterschaft Nürburgring avec Dirk Adorf et Guido Thierfelder, en 1992.

### Version électrique
L'AX Électrique est équipée d'un moteur de 20 kW pour une vitesse maximum de 91 km/h. La batterie de traction est composée de 20 monoblocs cadmium-nickel. L'AX Électrique atteint les 50 km/h en 8,3 s. Citroën communique une autonomie en roulage urbain de 75 km. Le poids du véhicule est de 995 kg — 980 kg pour les versions utilitaires, délestées de leurs sièges arrière —.

### Séries spéciales

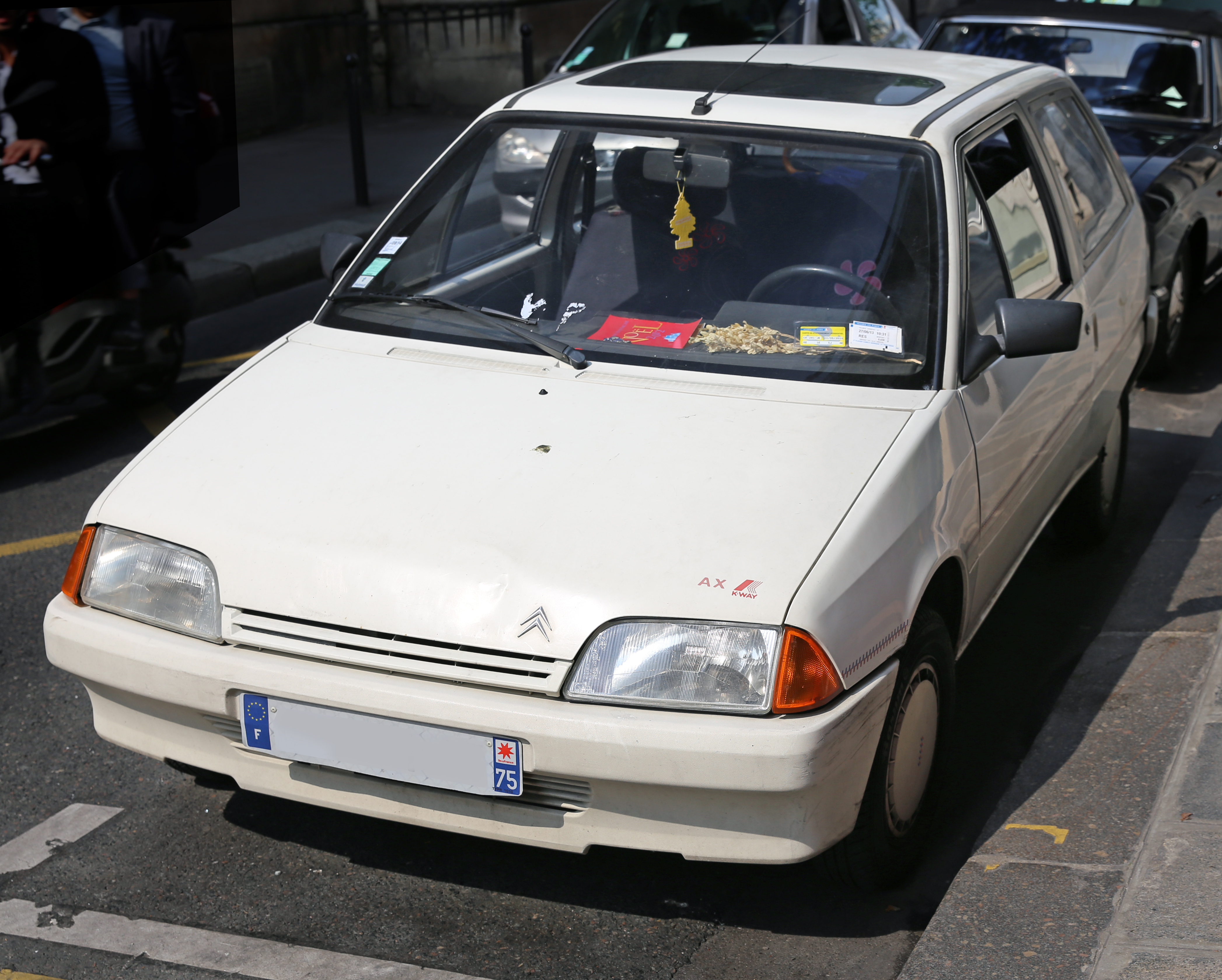
Citroën AX K-Way édition spéciale, 1990

Tout au long de sa carrière, l'AX est personnalisée en un très grand nombre de séries spéciales qui proposent des équipements, des motorisations et des décorations spécifiques en fonction des déclinaisons. La première est la série Hit FM, sortie en mars 1987 équipée en série d'un autoradio, puis apparaissent au fil du temps l'AX K-Way (concurrente de la 205 Junior uniquement en blanc), les AX Thalassa, Ten (qui remplace la 10 après le restylage), En Vogue, Furio, Reflet, Miami, Club, First, Volcane, Olympique, Saxo, Escapade, Caban, Image, Air France Madame, Tonic, Audace, Prestige, Harmonie, Mutine, Piste Rouge (version 4x4), Salsa, Okay (pour le marché belge), Séduction ou encore Spot. L'AX Hollywood de 1987, peinte en reprenant les codes couleur de la célèbre marque de chewing-gum Hollywood, n'a jamais été commercialisée.

## Caractéristiques

### Chaîne cinématique

#### Motorisations
Les premiers moteurs essence utilisent une technologie classique de l'époque: celle du carburateur de marque Solex ou Weber selon les versions avec volet de starter manuel à tirette dans l'habitacle.
À partir de juillet 1992 - millésime 93, les moteurs essence gagnent 5 ch grâce à l'apparition d'un circuit d'injection monopoint qui remplace le carburateur. Un catalyseur à trois voies devenu obligatoire est monté afin de satisfaire aux nouvelles normes antipollution. L'AX Escapade, série spéciale d'entrée de gamme, est ainsi équipée du nouveau système d'injection et reste la dernière AX à boite 4 vitesses. Visuellement, un « i » pour « injection » apparaît à côté des motorisations sur les sigles de la carrosserie.
Les différences de performances sont faibles entre les deux générations. Les performances de l'AX 14 sont excellentes pour l'époque : hormis en vitesse maximale, elles sont même meilleures que celles de certaines citadines des années 2000 voire des années 2010 de même puissance, pénalisées par leur poids malgré des moteurs plus puissants. Le 20 septembre 1988 (millésime 89) est présentée l'AX 14 diesel. L'AX 14D bat des records de consommation (3,3 litres aux 100 km à 90 km/h de moyenne). Un diesel plus gros apparaît en 1994 sur la base du même moteur, modernisé et catalysé qui remplace le premier.
|                            | AX 10   | AX 1.0i | AX 11   | AX 1.1i | AX Sport  | AX 14   | AX 14   | AX 14   | AX 1.4i | AX GT   | AX 14 D | AX 1.5 D | SA13  |
| -------------------------- | ------- | ------- | ------- | ------- | --------- | ------- | ------- | ------- | ------- | ------- | ------- | -------- | ----- |
| Cylindrée (cm3)            | 954     | 954     | 1124    | 1124    | 1294      | 1360    | 1360    | 1360    | 1360    | 1360    | 1360    | 1527     | -     |
| Alésage (mm) × course (mm) | 70 × 62 | 70 × 62 | 72 × 69 | 72 × 69 | 75 × 73,2 | 75 × 77 | 75 × 77 | 75 × 77 | 75 × 77 | 75 × 77 | 75 × 77 | 77 × 82  | -     |
| Puissance maximale (ch)    | 45      | 50      | 55      | 60      | 95        | 65      | 70      | 75      | 75      | 85      | 53      | 58       | 27    |
| au régime de (tr/min)      | 5 200   | 6 000   | 5 800   | 5 200   | 6 800     | 5 400   | 5 600   | 5 800   | 6 200   | 6 400   | 5 000   | 5 000    | 5 500 |
| Couple maximal (N m)       | 70,6    | 73,5    | 89,2    | 87,2    | 112,7     | 112,7   | 110,8   | 115,7   | 110,8   | 115,7   | 84,3    | 95,1     | 127   |
| au régime de (tr/min)      | 3 200   | 3 700   | 3 200   | 3 800   | 5 000     | 3 000   | 3 400   | 3 800   | 4 000   | 4 000   | 2 500   | 2 250    | 1 600 |
| Boîte de vitesses          | BVM4    | BVM5    | BVM4    | BVM5    | BVM5      | BVM5    | BVM5    | BVM5    | BVM5    | BVM5    | BVM5    | BVM5     | -     |
| Vitesse maximale (km/h)    | 145     | 151     | 160     | 168     | 186       | 168     | 170     | 175     | 173     | 184     | 153     | 158      | 91    |
| 0-100 km/h (s)             | 17,9    | 12,3    | 12,2    | 12,4    | 8,8       | -       | 10,8    | -       | -       | 9,3     | 14,5    | 15,5     | -     |
| Consommation (L/100 km)    | 5,9     | 4,9     | 5,6     | 5,5     | 6,9       | -       | 6,0     | 6,3     | 6,5     | 6,4     | 4,7     | 5,3      | -     |

Légende couleur : Essence ; Diesel ; Électrique

### Mécanique
L'AX est une traction avant à moteur transversal avant d'une longueur de 3 495 mm, d'une largeur de 1 555 mm et d'une hauteur de 1 355 mm. Sa conception utilise des technologies classiques de l'époque.
La direction est à crémaillère, avec ou sans assistance selon l'équipement. La suspension est de type MacPherson avec ressorts hélicoïdaux à l'avant et à barres de torsion et bras tirés à l'arrière. Le freinage utilise un système de double circuit en X et est assuré par des disques de freins pleins sur les roues avant des versions standard et des disques ventilés sur les AX GTI tandis qu'à l'arrière sont installés des tambours de freins à rattrapage d'usure sur toutes les versions.
Elle est la première voiture à recevoir le nouveau bloc TU développé par PSA. Quelle que soit sa déclinaison et sa puissance, c'est un moteur de 4 cylindres à 8 soupapes à arbre à cames en tête, aménagé dans une culasse en alliage léger.
- Dans toutes ses versions, l'AX est très légère (la version 10E de 1986 affiche un poids de 640 kg à vide[21]), d'où un bon rapport poids/puissance, gage de bonnes performances (eu égard à sa cylindrée) et de sobriété en carburant.
- Sur la 2e génération, le réservoir de 36 litres monté sur les premières versions 10 et 11 disparaît au profit du réservoir de 43 litres des versions 14.

### Châssis et carrosserie
La nouvelle venue marque une vraie rupture de style avec le dessin fortement controversé de la Visa et celui de la LNA, d'apparence quasiment identique à la Peugeot 104.
Dans un style anguleux à la mode dans les années 1980, la ligne élaborée volontairement pour être aérodynamique accueille un petit aileron sur le hayon qui fait office de déflecteur d'air. Les chevrons décentrés à droite sont posés au bout d'un capot lisse et plongeant tandis que les flancs de la voiture sont droits et plats, toujours dans le but de diminuer la prise au vent. Montée sur des petites roues de 13 pouces, la voiture dont les formes cubiques privilégient l'habitabilité et l'accessibilité à bord dégage une impression de simplicité, de fluidité et de légèreté en cohérence avec ses caractéristiques.

### Intérieur, options et accessoires

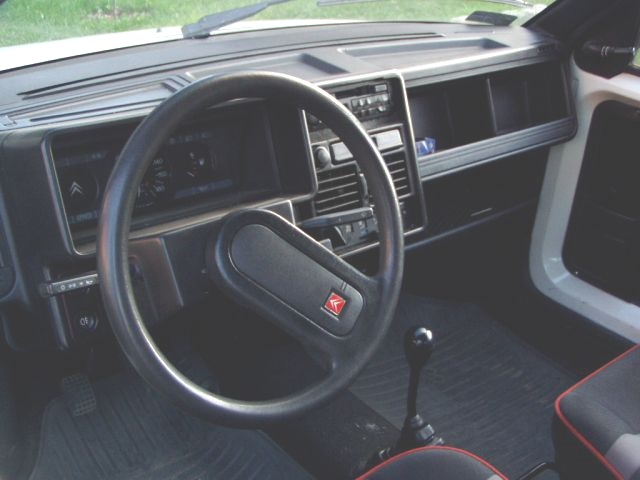
Intérieur des premières séries d'AX

L'AX de première génération est équipée d'un tableau de bord d'aspect carré, fini dans un matériau creux qui permet l'intégration d'un grand nombre d'accessoires et de rangements comme un emplacement pour autoradio souligné d'un large cendrier éclairé, rabattable et amovible au-dessus des aérateurs centraux, deux tablettes de rangement fixées sur la partie basse de l'ensemble ou encore deux grands vide-poches en face du conducteur et du passager. Conformément à la politique d'économies d'échelle du groupe PSA, l'AX reprend quelques pièces des Peugeot 205 et 309 telles que les poignées de portes intérieures ou le plafonnier.
L'espace à bord est lumineux grâce à une importante surface vitrée tandis que le coffre de 273 litres est loué pour son accessibilité et la large ouverture de son hayon: on peut par ailleurs optimiser l'espace en rabattant la banquette d'un seul bloc ou en 50/50 en fonction de l'équipement. Concernant les passagers arrière, installés contre un dossier très vertical, la garde au toit se situe dans la bonne moyenne de la catégorie alors que les ceintures arrière dépourvues d'enrouleur doivent être réglées au préalable.
- Elle est la dernière Citroën à recevoir le grand volant monobranche typique de la marque, remplacé définitivement en 1991 par un volant à deux branches.
- Les célèbres « satellites » de commandes (repris de la Visa) de chaque côté du volant sont abandonnés au profit des classiques manettes de type commodo.
- À la manière de la Peugeot 309, les deux charnières du hayon sont directement fixées à la vitre de la lunette arrière, cette dernière étant dépourvue d'habillage en tôle.
- Les aérateurs latéraux sont montés de série à partir de juillet 1987 (millésime 88) sur les modèles TRE, TRS et TZS pour combler une ventilation insuffisante depuis les seuls aérateurs de la console centrale.
- Sur les modèles "14 TZS", les couvercles de la boîte à gants et du rangement côté conducteur sont habillés de tissu, afin de donner à l'ensemble un aspect plus cossu.
- Il s'agit d'une des seules voitures comportant un emplacement pour une grande bouteille d'eau, évidé dans chacune des portières sur les versions 3 portes.

L'habitacle est repensé lors du restylage de juillet 1991. Le dessin du poste de conduite gagne en simplicité et la qualité des matériaux utilisés se cale sur les nouveaux standard établis par la Citroën ZX, sortie la même année. L'ensemble devient ainsi plus solide et mieux armé contre le vieillissement que l'ancien tableau de bord, qui était pénalisé par des plastiques très fins et qui devenaient cassants (ou se fissuraient d'eux-mêmes) à la réflexion du soleil sur la partie haute du tableau, en dessous du pare-brise. En revanche, la majorité des rangements disparaissent.
Sur les derniers modèles, l'AX est équipée du volant à 3 branches de la Saxo, également monté sur les dernières Peugeot 205 et les 106 phase 2. Prévu pour accueillir un airbag, celui-ci ne sera cependant jamais proposé sur l'AX, pas même en option.

### Conduite
L'AX est une voiture maniable grâce à son poids contenu et ses dimensions réduites. Les trois vitres latérales des versions 5 portes ainsi que l'absence d'angles de carrosserie torturés favorisent la visibilité de l'intérieur. La légèreté de la voiture permet également de largement exploiter les capacités des mécaniques TU modernes, sobres et performantes et de garantir un freinage sans surprises. La position de conduite est ajustable par rapport à la taille des jambes grâce à un siège coulissant monté sur rails, le volant n'étant cependant pas réglable. L'insonorisation est quant à elle assez faible sur les premières versions, le bruit du moteur envahissant l'habitacle à partir de 100 km/h. Hormis sur les modèles sportifs, le maintien latéral des sièges avant est plutôt limité, y compris sur les modèles de seconde génération. Elle est aussi affublée, tout au long de sa carrière, d'un essuie-glace mono-balai à l'avant, comme sur la Citroën BX, la Fiat Panda ou encore la ZX.

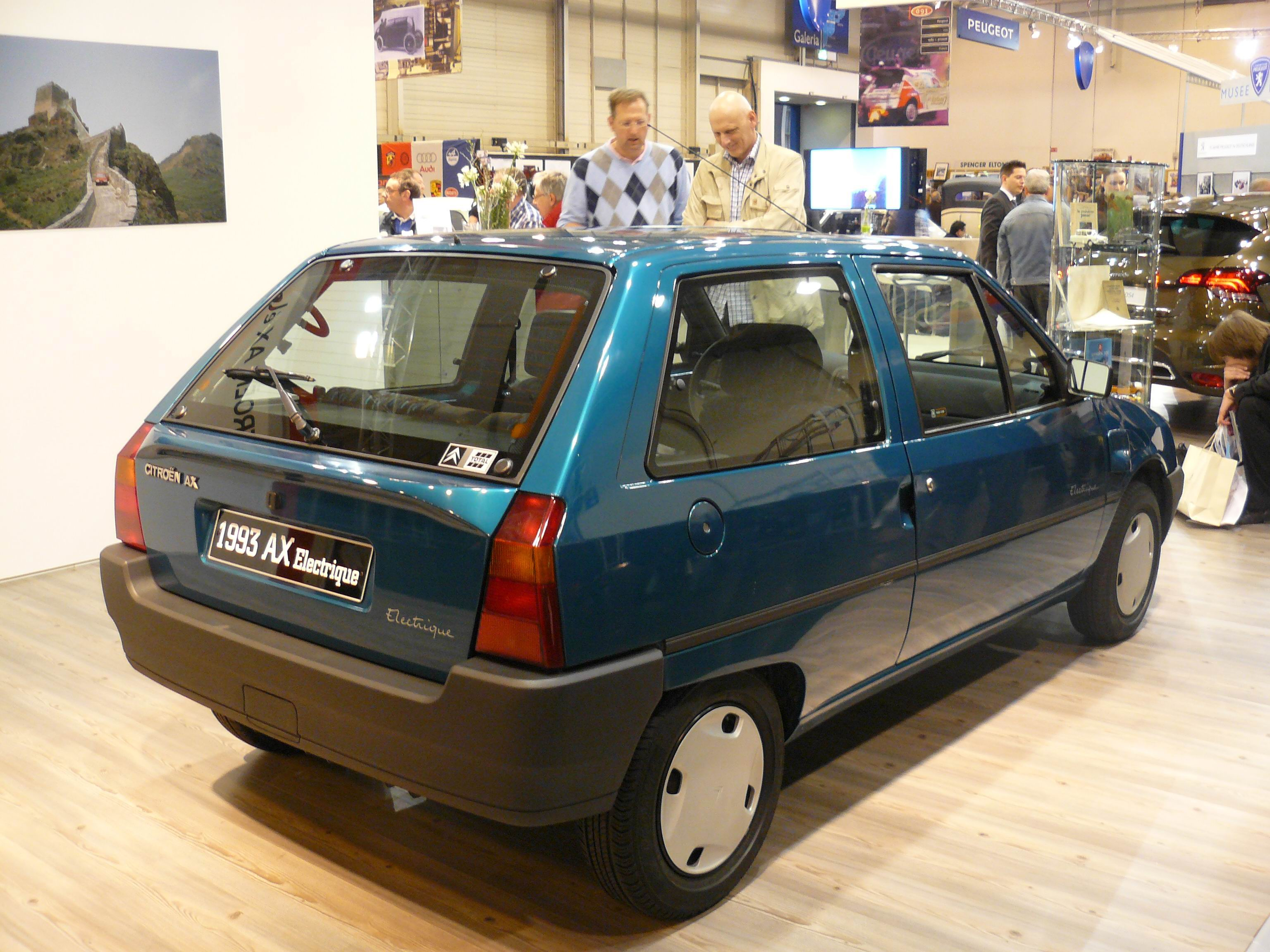
Citroën AX Electrique de 1993

Dans une logique propre à Citroën, les sièges moelleux et la suspension souple des versions standard privilégient la douceur de conduite, au détriment d'une forte prise de roulis et de l'agilité de la voiture en conduite soutenue, surtout quand elle n'est pas équipée des barres stabilisatrices. Ce phénomène de roulis prononcé de la voiture en virage rappelle celui qui a fait la légende de la 2 CV. Bien que la tenue de route de l'AX soit saine sur sol sec, la conduite sur route humide incite à la prudence, du fait notamment de l'étroitesse des pneus.
Les versions sportives révèlent le caractère véritablement enjoué de la voiture. Réellement agiles et performants, ces modèles profitent d'un poids toujours très mesuré et des quelques améliorations apportées aux mécaniques TU et à la suspension. L'AX Sport devient ainsi une radicale machine à sensations, au sujet de laquelle L'Auto-Journal du 1er avril 1987 se satisfait des « accélérations et des reprises extrêmement intéressantes » (0 à 100 km/h en 8,8 s) et du « compromis plutôt heureux entre stabilité et confort » de la voiture, en dépit d'une présentation « pauvre » et d'une consommation « importante ». L'AX GTI, plus feutrée, apparaît quant à elle comme une voiture « très efficace et facile à manier rapidement » et qui « enchaîne les petits virages serrés avec bonheur » selon le test du magazine web l'Automobile Sportive.

### Entretien
L'AX est appréciée par sa clientèle pour son entretien facile et peu coûteux. En effet, nombreux sont encore ceux qui procèdent eux-mêmes à des opérations classiques comme vidanger l'huile moteur, purger le circuit de refroidissement, changer les filtres à air et à essence ou remplacer les bougies. Les pièces détachées sont encore très répandues et facilement accessibles sur internet ou dans les casses. L'AX Sport était toutefois le cauchemar des garagistes à cause du réglage capricieux de ses carburateurs Solex. De plus certains modèles sont sujets à la corrosion, notamment sur les montants de pare-brise et au niveau des bas de caisse à proximité des roues avant.

## Véhicules dérivés

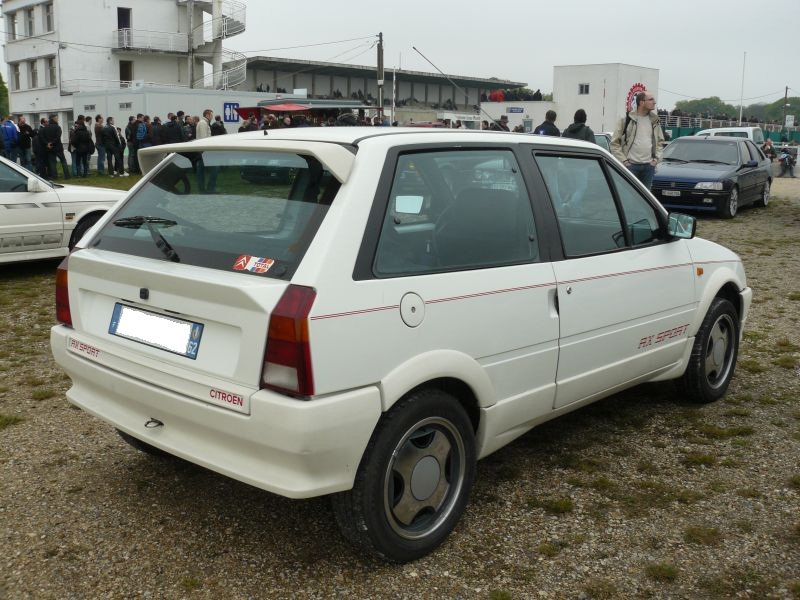
Citroën AX Sport

- Citroën AX SportHeuliez présente l'AX Evasion en 1988. Rehaussée et rallongée, cette déclinaison façon petit monospace de loisirs offre jusqu'à sept places sur trois rangées et présente en outre la particularité d'avoir une seule porte latérale du côté conducteur et deux portes côté passager. Citroën n'a finalement jamais produit ce dérivé[25]. Heuliez imagine plus tard une version cabriolet, sans suite.
- Plusieurs carrossiers ont réalisé des Citroën AX cabriolet, dont le préparateur portugais A.G. Engineering qui expose l'AX BB Cabrio au salon de Genève en mars 1988, créée sous l'impulsion du concessionnaire Citroën français Benjamin Barral. Cette même année, la société belge EBS dévoile au salon de Paris en octobre son interprétation de l'AX découvrable sur la base d'un modèle Furio[26], tandis que le carrossier anglais Senlac Garage imagine un an plus tard une autre AX décapotable en partant cette fois-ci de la série spéciale Salsa.
- Teilhol utilise la base et les motorisations de l'AX seconde génération pour donner naissance à deux descendantes de la Mehari que sont la Theva de 1988 et la Tangara 1100 de 1990, jusqu'à disparition de l'entreprise en 1993. Arrive plus tard la Mega Club/Ranch, véhicule de loisirs disponible en version 4x4 entièrement modulaire (toit amovible, bâches, hard-top, portes amovibles, coffre amovible) permettant de passer du pick-up au break et au cabriolet.
- La Proton Tiara est produite en Malaisie de 1996 à 2000 à quelque 30 000 exemplaires. Les AX malaises badgées Proton sont reconnaissables par une calandre différente et une présentation extérieure spécifique (élargisseurs d'ailes, jupes de bas de caisse latérales)[27].